# Andrej Ivančík
Andrej Ivančík (sinh 25 tháng 5 năm 1990) là một tiền vệ bóng đá Slovakia hiện tại thi đấu cho Fortuna Liga câu lạc bộ FC Nitra.